# Uvala Vrulja u Velebitskom kanalu
Uvala Vrulja u Velebitskom kanalu este o arie protejată (sit de importanță comunitară — SCI) din Croația întinsă pe o suprafață de 15,32 ha, integral marine.

## Localizare
Centrul sitului Uvala Vrulja u Velebitskom kanalu este situat la coordonatele 44°38′30″N 14°56′29″E / 44.64171°N 14.941362°E.

## Înființare
Situl Uvala Vrulja u Velebitskom kanalu a fost declarat sit de importanță comunitară în iulie 2013 pentru a proteja un număr necunoscut de specii din flora spontană și fauna sălbatică aflate în arealul zonei.

## Biodiversitate
Situată în ecoregiunea marină mediteraneană, aria protejată conține 3 habitate naturale: Golfuri mici largi și golfuri puțin adânci, Recifuri, Bancuri de nisip acoperite în permanență slab de apă marină.
La baza desemnării sitului se află un număr nedeclarat de specii protejate.